# Seeländisches Recht

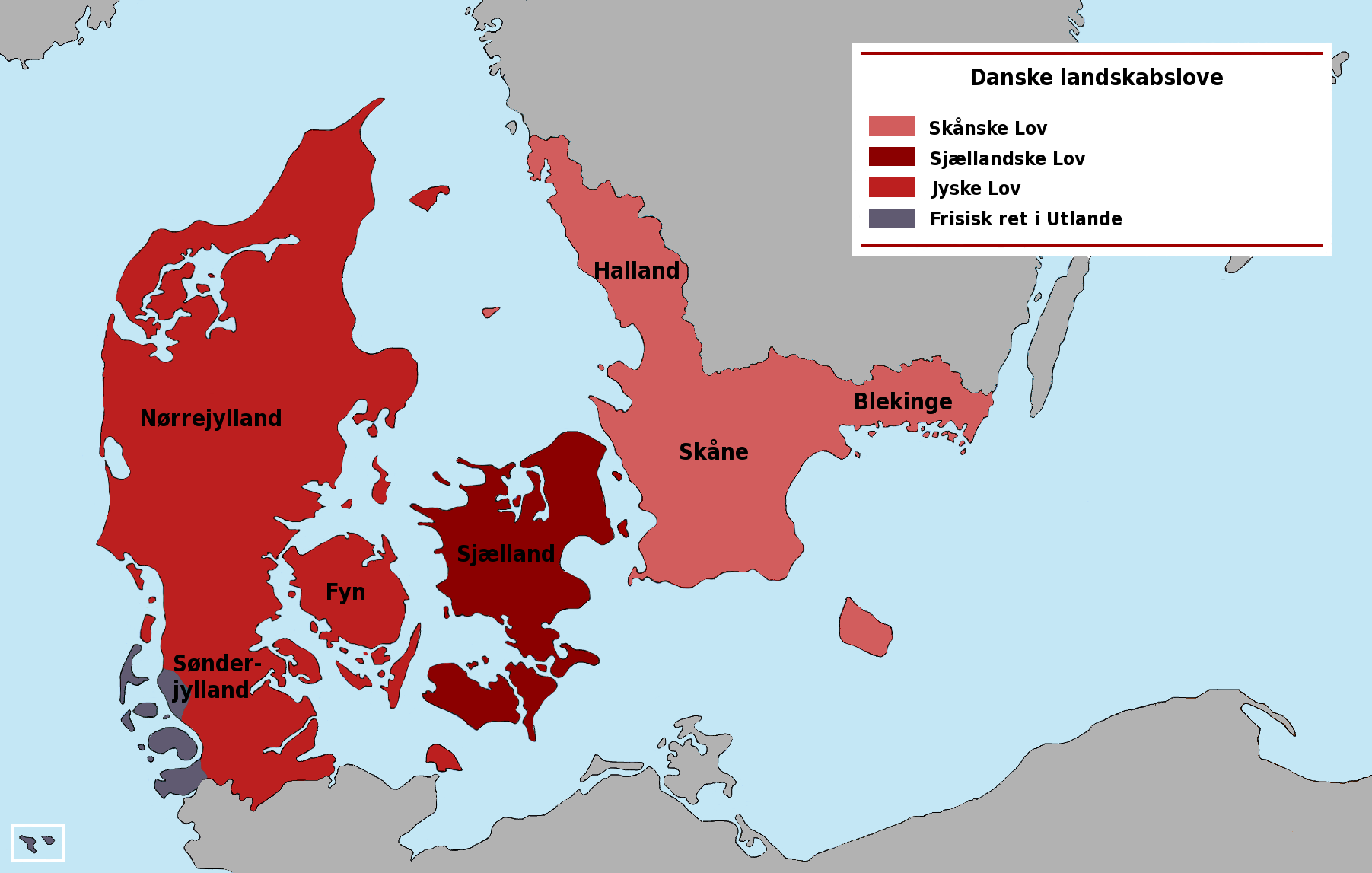
Räumliche Geltungsbereiche der dänischen Landschaftsrechte

Das Seeländische Recht (dänisch: Sjællandske Lov) bezeichnet eine Reihe von Gesetzesquellen, die im Mittelalter bis zur Ablösung durch das Dänische Recht (Danske Lov) im Jahr 1683 auf den Inseln Seeland, Møn, Falster und Lolland in Gebrauch waren.
Zu den anderen dänischen Landschaftsrechten gehörte weiter das Schonische Recht (für Schonen einschließlich Bornholm, Halland und Blekinge) und das 1241 verfasste Jütische Recht (für Jütland einschließlich Südjütlands und die Insel Fünen).
Es wird zwischen Waldemars Seeländisches Recht, Eriks Seeländisches Recht und dem Seeländischen Kirchenrecht unterschieden. Der erst genannte Rechtstext stammt wahrscheinlich aus der Zeit von König Waldemar II. und wurde schon vor 1215 angenommen. Die Verabschiedung der dänischen Landschaftsrechte im 11. Jahrhundert standen in heimischer Rechtstradition, waren jedoch auch von römischen und kanonischen Recht beeinflusst (wie die Aufhebung der Familienhaftung).